# 中英聯合聯絡小組

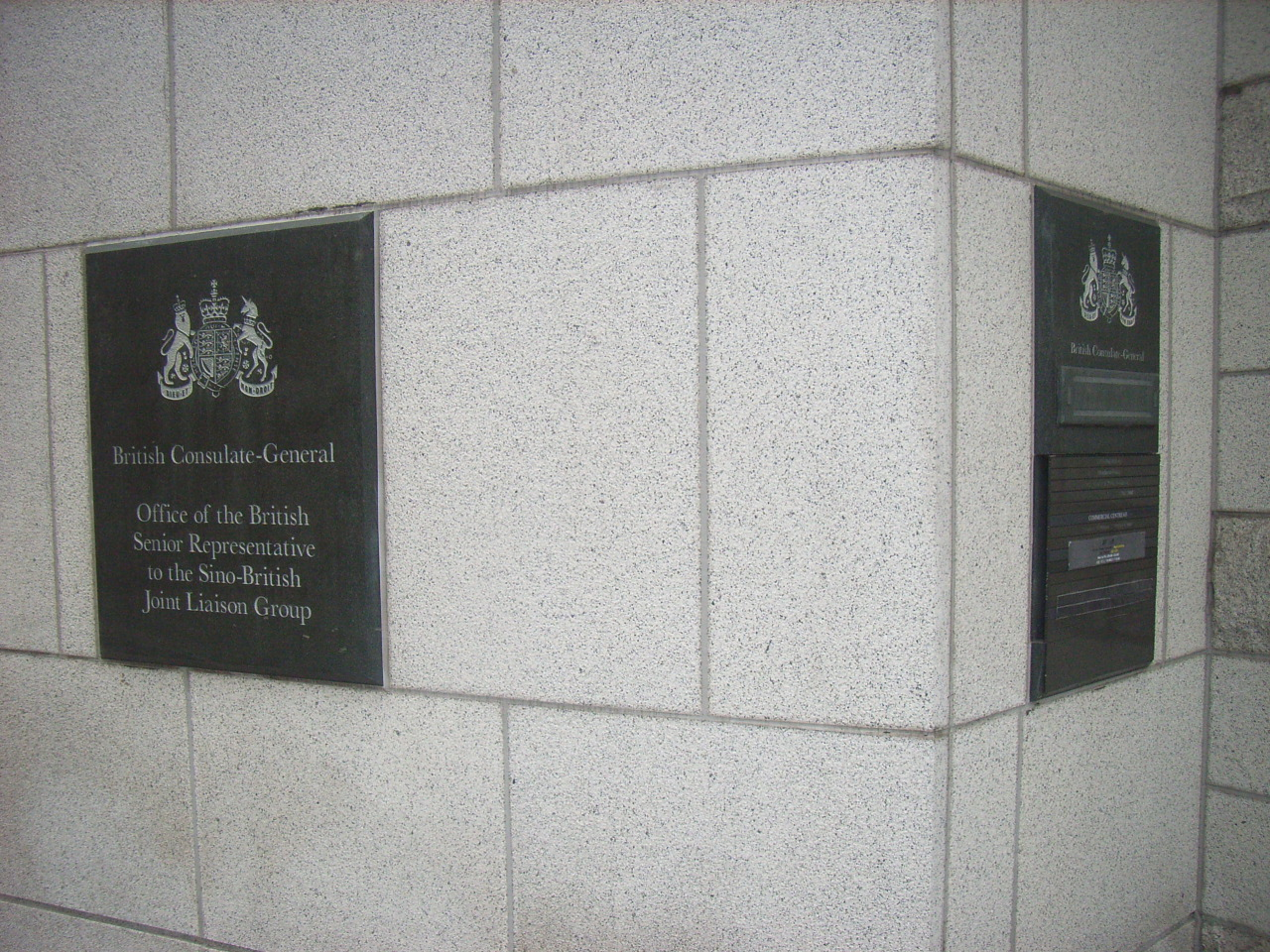
中英聯合聯絡小組英方首席代表辦事處在英國駐港總領事館的門牌；該地前身的高雲樓於1993年拆卸前，為聯合聯絡小組辦事處

中英聯合聯絡小組（英語：Sino-British Joint Liaison Group）成立於1985年5月27日，是因應中英兩國政府磋商香港主權交接相關事宜而產生的聯絡機構。該機構是根據《中英聯合聲明》及其附件二的規定而成立。
聯合聯絡小組只是聯絡機構而不是權力機構，負責就《聯合聲明》實施進行磋商，討論政權交接事宜，並就有關事項交換情況並進行磋商。聯合聯絡小組的工作到2000年1月1日為止。小組成立後，共舉行了47次全體會議，其中18次在香港舉行，15次在英國倫敦舉行，14次在中國北京舉行。
聯合聯絡小組前後曾使用金鐘前域多利軍營高雲樓，以及堅尼地道的舊英童學校作為辦事處。

## 成立緣起
中英兩國於1984年4月11日就香港前途問題舉行第十二輪談判，中方代表在鄧小平授意下，向英方提出「中英聯合委員會草案」，英方代表擔心此舉會導致1997年前中英共管香港事務，削弱港督的權力，使香港政府淪為「跛腳鴨」，更有可能影響香港和澳門移交後之長遠發展，故此極力反對草案。同年6月召開的第十六輪談判，雙方決定成立起草正式文件的工作小組，商討聯合機構的組織草案，但英方對此態度並不積極。在鄧小平的指示下，中方首席代表周南於1984年7月28日向英方代表柯利達提出最終方案：1984年底簽署正式協議、聯合小組1988年1月1日進駐香港、直到2000年首季解散等，否則英方須承擔談判破裂的風險。英國首相戴卓爾夫人聽取正在北京訪問的外相賀維及港督尤德匯報後決定妥協，但英方其後提出小組於1993年進駐，2002年解散等要求均被中方拒絕。最後雙方協議成立聯合聯絡小組，於1988年7月1日進駐香港，直到2000年1月1日解散。

## 成員

### 首席代表
| 中方首席代表： - 柯在鑠大使（1985年-1990年） - 郭豐民大使（1990年-1994年） - 趙稷華大使（1994年-1997年） - 王桂生大使（1997年-1998年） - 吳紅波大使（1998年-1999年） | 英方首席代表： - 衛奕信大使（DR.D.C.WILSON）（1985年-1987年） - 麥若彬大使（R.J.T.McLAREN）（1987年-1989年） - 高德年大使（A.C.GALSWORTHY）（1989年-1993年） - 戴維斯大使（H.L.DAVIES）（1993年-1997年） - 包雅倫大使（ALAN PAUL）（1997年-1999年） |

### 香港代表 (主權移交前在英方， 之後轉至中方)
憲制事務司/政制事務局局長
孫明揚（1989-91年及1997-99年, 曾任教育局局長）
施祖祥（1991-94年, 曾任公務員事務司、香港貿易發展局總裁）
吳榮奎（1994-97年, 曾任公務員敍用委員會主席）

## 末次會議
1999年12月7日至8日，中英聯合聯絡小組第四十七次兼最後一次會議，在香港禮賓府舉行。中方出席人員有吳紅波大使（首席代表）、呂平、孫明揚（香港特區政府政制事務局局長）、成綬三及有關專家和工作人員；英方出席人員則有包雅倫大使（首席代表）、華利文（英國外交部中港事務司司長）、艾志安（英國駐中國大使館政務參贊）、楊安俊（Andrew Young；英國外交部法律顧問）、韓菊（Juliette Wilcox；英方首席代表辦事處一等秘書）。。

## 专家小组
- 国际权利与义务专家小组
- 出入境和居留权问题专家小组
- 过渡期财政预算案编制和有关问题专家小组
- 档案移交专家小组
- 政府资产专家小组
- 移交仪式专家小组
- 防务及治安问题专家小组
- 法律本地化专家小组
- 法律适应化专家小组
- 终审法院问题专家小组
- 知识产权问题专家小组
- 投资保护协定专家小组
- 移交逃犯协定专家小组
- 刑事司法协助问题专家小组
- 香港與外國對等承諾及執行民商事判決問題專家小組
- 香港民航協定及香港與台灣之間航綫協議安排問題專家小組
- 移交被判刑人问题专家小组
- 专营权、合约及有关问题专家小组
- 公务员问题专家小组
- 滞港越南船民和难民问题专家小组
- 香港排污计划问题专家小组
- 退休保障及社会福利问题专家小组

......

## 外部連結
- 《中英聯合聲明》附件二：「關於中英聯合聯絡小組」，1984年12月19日
- 政務司司長中英聯合聯絡小組酒會演辭（页面存档备份，存于），香港特區政府新聞稿，1999年12月21日
- 行政長官表揚中英聯合聯絡小組歷史貢獻（页面存档备份，存于），香港特區政府新聞稿，1999年12月21日